# Jean-François Madeuf
Jean-François Madeuf (geboren in der 2. Hälfte des 20. Jahrhunderts) ist ein französischer Trompeter und Hochschullehrer in Basel.

## Leben
Jean-François Madeuf studierte am Conservatoire National Supérieur de Musique in Lyon und unterrichtete dort seit 1992 historische Trompeten. Danach war er als klassischer Orchestermusiker sowie als Trompetenlehrer für moderne Ventiltrompete an französischen Konservatorien tätig. 2001 wurde er zum Nachfolger von Edward H. Tarr, an der Schola Cantorum Basiliensis ernannt und unterrichtet auch als Professor an diesem Institut Fachdidaktik. Seit 2011 ist er zudem Lehrer am Conservatoire National Supérieur de Musique in Paris.
Jean-François Madeuf ist einer der seltenen heutigen Trompeter, der sich als Interpret, als Pädagoge oder auch als Forscher dem vollendeten Spiel der lochlosen Naturtrompete widmet.
Madeuf ist seit vielen Jahren in zahlreichen französischen, europäischen oder außereuropäischen Barockensembles tätig wie Les Arts Florissants, Le Concert Spirituel, Les Talents Lyriques, La Petite Bande oder dem Bach Collegium Japan.

## Auszeichnungen
- Christopher Monk Award (2009)
- Preisträger der Schweizer Hibou-Stiftung (2021)

## Tonträger (Auswahl)
- Purcell’s Trumpets: From Shore to Shore! (Arion, 2009)
- Die Birckholtz Trompete von 1650 (Raumklang, 2009)
- The Brandeburg Concertos (Accent, 2010)
- The Orchestral Suites (Accent, 2013)
- Per Tromba & Corno da Caccia (Ricercare, 2018)
- Biber meets Vejvanovský: Trumpet Music at the Court of Kroměříž (Accent, 2021)
- Habsburg Music for 2 Trumpets (Accent 2024)